# World Music Award 2014
I World Music Award 2014 si sono tenuti a Monte Carlo il 27 maggio 2014. Si tratta di un ritorno per la manifestazione dopo quattro anni di assenza.

## Premiati

### Best Selling Artist
- World's Best-selling Recording Act - One Direction
- World's Best-selling Group - One Direction
- World's Best-selling Artist - Eminem
- World's Best-selling Pop Act - One Direction
- World's Best-selling Pop Rock Male Artist - Justin Timberlake
- Worlds Best-selling Pop Rock Female Artist - Miley Cyrus
- World's Best-selling Rock Act - Imagine Dragons
- World's Best-selling R & B Act - Beyoncé
- World's Best-selling Rap/Hip Hop Act - Eminem
- Worlds Best-selling Alternative Act - Lorde
- World's Best-selling EDM Act - Daft Punk
- World's Best-selling New Artist - Lorde
- World's Best-selling song of 2014 - Happy
- World's Best Video - Wrecking Ball

### Award Voted Online
- World's Best Female Artist (voted by the fans) - Miley Cyrus
- World's Best Male Artist (voted on by fans) - Han Geng
- World's Best Pop Artist (voted by the Fans) - Justin Bieber
- World's Best Alternative Act (voted by the fans) - Fall Out Boy
- World's Best EDM Artist (voted by the fans) - Avicii
- World's Best Live Act (voted by the fans) - Big Time Rush
- World's Best Fanbase - Britney Spears
- World's Best Song - Growl - EXO
- World's Best Album - Coup d'état - G-Dragon

### National Best Selling Artists
- Algeria – Khaled
- Stati Uniti d'America – Eminem
- Australia-Asia – Lorde
- Azerbaijan – Emin
- Benelux – Stromae
- Canada – Michael Bublé
- Cina – Chris Lee
- Gran Bretagna – One Direction
- Egitto – Amr Diab
- Francia – Daft Punk
- Germania – Helene Fischer
- Indonesia – Anggun
- Italia – Laura Pausini
- Libano – Nancy Ajram
- Africa - D'banj
- Corea – EXO
- America Latina – Shakira
- Giappone – AKB48
- Marocco – Samira Said
- Filippine – Sarah Geronimo
- Portogallo – Tony Carreira
- Russia – Grigory Leps
- Scandinavia – Avicii
- Spagna – David Bisbal
- Vietnam – My Tam

### Premi speciali
- Pop Icon Award — Mariah Carey
- Latin Legend Award — Ricky Martin
- Career Award — Laura Pausini
- Greek Legend Award — Sakis Rouvas